# سيلانة
سيلانة هي قرية في مقاطعة أرومية، إيران. يقدر عدد سكانها بـ 49 نسمة بحسب إحصاء 2016.